# BNNVARA
BNNVARA (uitspraak: [bijɛnɛnˈvara]) is een publieke omroep in Nederland. BNNVARA is op 1 januari 2014 ontstaan uit een gedeeltelijke fusie van de omroepen BNN en VARA. Per 1 september 2018 fungeert BNNVARA tevens als een omroepvereniging, na de formele fusie van de afzonderlijke verenigingen VARA en BNN.

## Ontstaan
Begin 2011 maakten de VARA en BNN bekend te gaan fuseren. Op 6 november 2011 stemden de leden van de VARA in met de fusie nadat de ledenraad van BNN dat een week eerder ook al had gedaan. BNN en VARA maakten op 8 februari 2012 bekend dat het besluit tot de fusie definitief is. De fusie werd afgerond in januari 2016. Sinds 24 augustus 2017 worden de radio- en tv-uitzendingen uitgezonden onder het gezamenlijke BNNVARA-logo. Marc Adriani was algemeen directeur. Hij was hiervoor algemeen directeur bij BNN. Frans Klein vervulde na de fusie de functie van mediadirecteur. Bij de VARA vervulde hij dezelfde functie.
Per 1 januari 2020 is Lonneke van der Zee aangesteld als algemeen directeur. Suzanne Kunzeler vervult de rol van mediadirecteur sinds mei 2022. 

## Verenigingen
BNN en VARA fuseerden volledig op 1 september 2018, maar eerst werden alleen de omroepactiviteiten per 1 januari 2014 ondergebracht in de Omroepvereniging BNN-VARA. Deze vereniging was een zogenoemde samenwerkingsomroep (art. 2.24a, Mediawet 2008). De Omroepvereniging VARA en de Omroepvereniging BNN bleven na 1 januari 2014 bestaan en ook de twee merken werden door BNN-VARA in stand gehouden. Per 24 augustus 2017 gingen de twee omroepen als één merk naar buiten treden, als BNNVARA (zonder streepje). Op 1 september 2018 volgde de fusie van beide omroepverenigingen.

## Huisvesting
BNNVARA is gevestigd in het voormalige VARA-pand op het Media Park in Hilversum.

## Opleidingen
BNNVARA heeft een eigen opleidingstraject, de BNNVARA Academy. Deze werd in 2008 vóór de fusie door BNN opgericht als BNN University. Bekende presentatoren die het opleidingstraject hebben doorlopen zijn:
- Tim Hofman
- Angelique Houtveen
- Geraldine Kemper
- Frank van der Lende
- Vera Siemons
- Filemon Wesselink
- Emma Wortelboer
- Max Terpstra